# 蒿俊閔
蒿 俊閔（こう しゅんびん、Hao Junmin, 1987年3月24日 - ）は、中華人民共和国・湖北省武漢市出身の元サッカー選手。元中国代表。現役時代のポジションはミッドフィールダー。

## 経歴
幼い頃は地元の武漢光谷のユースチームで練習を積んでいて、ユース代表にも毎回選出されるなど中国期待の若手であった。2003年にフィンランドで開かれたFIFA U-17世界選手権に中国代表の一員として参加。チームは予選敗退したが、その類いまれなる才能に注目したプレミアリーグのチェルシーが翌2004年4月に練習参加を要望し、2週間ほどであったが、世界屈指のチームでの練習を経験した。
そしてその才能に注目した天津康師傅の劉春明監督(2003年 FIFA U-17世界選手権の中国代表監督)が天津康師傅に連れてくる。その後は順調にステップアップを果たし翌2005年にFIFAワールドユース選手権で中国のベスト16入りに貢献すると翌月に行われた東アジアサッカー選手権2005の日本戦にて18歳ながら代表デビューを果たした。
2010年1月にシャルケ04にフリーで移籍。若手ながら背番号は7番と期待の大きさを伺わせた。1年目はシーズン中盤に加入しながらリーグ戦8試合（5試合スタメン）とドイツ屈指の選手層を誇るシャルケ04で及第点といえる滑り出しであった。シーズン終了後、元スペイン代表のラウールの加入が決まったため、背番号7番から1番スライドする形で8番となった。その後はファルファンらとの競争に敗れ出番が減少し、サイドバックにコンバートされることもあった。内田篤人とも在籍期間が被っており、一緒にインタビューを受けるシーンもあった。
2010年10月末にシーズン中ではあったが盲腸の手術を受けるためにチームを離脱し入院していた。
2010-11シーズン終了後、山東魯能泰山への移籍が発表された。契約期間は3年間、移籍金は50万ユーロとなっている。
2019年から、鄭智の跡を継ぎ中国代表のキャプテンを務める。
2022年、武漢足球倶楽部へて広州足球倶楽部へ加入。

## 個人成績
| 国内大会個人成績 | 国内大会個人成績 | 国内大会個人成績 | 国内大会個人成績 | 国内大会個人成績 | 国内大会個人成績 | 国内大会個人成績 | 国内大会個人成績 | 国内大会個人成績 | 国内大会個人成績 | 国内大会個人成績 | 国内大会個人成績 |
| 年度             | クラブ           | 背番号           | リーグ           | リーグ戦         | リーグ戦         | リーグ杯         | リーグ杯         | オープン杯       | オープン杯       | 期間通算         | 期間通算         |
| 年度             | クラブ           | 背番号           | リーグ           | 出場             | 得点             | 出場             | 得点             | 出場             | 得点             | 出場             | 得点             |
| 中国             | 中国             | 中国             | 中国             | リーグ戦         | リーグ戦         | リーグ杯         | リーグ杯         | FA杯             | FA杯             | 期間通算         | 期間通算         |
| ---------------- | ---------------- | ---------------- | ---------------- | ---------------- | ---------------- | ---------------- | ---------------- | ---------------- | ---------------- | ---------------- | ---------------- |
| 2004             | 天津康師傅       | 28               | 超級             | 10               | 1                |                  |                  |                  |                  |                  |                  |
| 2005             | 天津康師傅       | 8                | 超級             | 18               | 1                |                  |                  |                  |                  |                  |                  |
| 2006             | 天津康師傅       | 8                | 超級             | 24               | 1                |                  |                  |                  |                  |                  |                  |
| 2007             | 天津康師傅       | 8                | 超級             | 28               | 5                |                  |                  |                  |                  |                  |                  |
| 2008             | 天津康師傅       | 8                | 超級             | 23               | 6                |                  |                  |                  |                  |                  |                  |
| 2009             | 天津康師傅       | 8                | 超級             | 27               | 2                |                  |                  |                  |                  |                  |                  |
| ドイツ           | ドイツ           | ドイツ           | ドイツ           | リーグ戦         | リーグ戦         | リーグ杯         | リーグ杯         | DFBポカール      | DFBポカール      | 期間通算         | 期間通算         |
| 2009-10          | シャルケ         | 7                | ブンデス1部      | 8                | 0                | -                | -                | 1                | 0                | 9                | 0                |
| 2010-11          | シャルケ         | 8                | ブンデス1部      | 6                | 0                | -                | -                | 2                | 0                | 8                | 0                |
| 中国             | 中国             | 中国             | 中国             | リーグ戦         | リーグ戦         | リーグ杯         | リーグ杯         | FA杯             | FA杯             | 期間通算         | 期間通算         |
| 2011             | 山東魯能泰山     | 50               | 超級             |                  |                  |                  |                  |                  |                  |                  |                  |
| 通算             | 中国             | 中国             | 超級             | 130              | 16               |                  |                  |                  |                  |                  |                  |
| 通算             | ドイツ           | ドイツ           | ブンデス1部      | 14               | 0                | -                | -                | 3                | 0                | 17               | 0                |
| 総通算           | 総通算           | 総通算           | 総通算           | 144              | 16               |                  |                  |                  |                  |                  |                  |

| 国際大会個人成績 | 国際大会個人成績 | 国際大会個人成績 | 国際大会個人成績 | 国際大会個人成績 |
| 年度             | クラブ           | 背番号           | 出場             | 得点             |
| UEFA             | UEFA             | UEFA             | UEFA CL          | UEFA CL          |
| ---------------- | ---------------- | ---------------- | ---------------- | ---------------- |
| 2010-11          | シャルケ         | 8                | 2                | 0                |
| 通算             | UEFA             | UEFA             | 2                | 0                |

## 代表歴

### 出場大会
- U-17中国代表
  - 2003年 - FIFA U-17世界選手権
- U-20中国代表
  - 2004年 - トゥーロン国際大会
  - 2005年 - カタール国際ユーストーナメント
  - 2005年 - 東アジア競技大会
  - 2005年 - FIFAワールドユース選手権
- U-23中国代表
  - 2008年 - 北京オリンピック
- 中国代表
  - 2005年 - 東アジアサッカー選手権2005
  - 2008年 - 東アジアサッカー選手権2008
  - 2011年 - AFCアジアカップ2011（グループリーグ敗退）
  - 2015年 - AFCアジアカップ2015（ベスト8）

### 得点
| #   | 開催年月日    | 開催地                          | 対戦国                 | スコア | 結果  | 試合概要                               |
| --- | ------------- | ------------------------------- | ---------------------- | ------ | ----- | -------------------------------------- |
| 1.  | 2008年2月23日 | 重慶市,中国                     | 朝鮮民主主義人民共和国 | 3-1    | ○ 3-1 | 東アジアサッカー選手権2008             |
| 2.  | 2008年5月25日 | 崑山市,中国                     | ヨルダン               | 1-0    | ○ 2-0 | 親善試合                               |
| 3.  | 2009年1月21日 | 杭州市,中国                     | ベトナム               | 5-1    | ○ 6-1 | AFCアジアカップ2011 (予選)             |
| 4.  | 2009年5月29日 | 上海,中国                       | ドイツ                 | 1-0    | △ 1-1 | 親善試合                               |
| 5.  | 2009年7月25日 | 天津市,中国                     | キルギス               | 2-0    | ○ 3-0 | 親善試合                               |
| -   | 2011年1月2日  | ドーハ,カタール                 | イラク                 | 0-1    | ○ 2-3 | 非公式親善試合                         |
| 6.  | 2011年1月16日 | ドーハ,カタール                 | ウズベキスタン         | 2-2    | △ 2-2 | AFCアジアカップ2011                    |
| 7.  | 2011年7月23日 | 昆明市,中国                     | ラオス                 | 5-2    | ○ 7-2 | 2014 FIFAワールドカップ・アジア2次予選 |
| 8.  | 2011年7月23日 | 昆明市,中国                     | ラオス                 | 7-2    | ○ 7-2 | 2014 FIFAワールドカップ・アジア2次予選 |
| 9.  | 2011年9月6日  | アンマン,ヨルダン               | ヨルダン               | 2-1    | ● 2-1 | 2014 FIFAワールドカップ・アジア2次予選 |
| 10. | 2012年2月29日 | 広州市,中国                     | ヨルダン               | 1-0    | ○ 3-1 | 2014 FIFAワールドカップ・アジア2次予選 |
| 11. | 2012年2月29日 | 広州市,中国                     | ヨルダン               | 2-0    | ○ 3-1 | 2014 FIFAワールドカップ・アジア2次予選 |
| -   | 2015年1月3日  | キャンベルタウン,オーストラリア | オマーン               | 1-1    | ○ 4-1 | 非公式親善試合                         |
| 12. | 2016年9月1日  | ソウル,韓国                     | 韓国                   | 3-2    | ● 3-2 | 2018 FIFAワールドカップ・アジア3次予選 |

## タイトル

### クラブ
シャルケ04
- DFBポカール：2010-11

山東魯能泰山足球倶楽部
- 中国FAカップ：2014, 2020
- 中国サッカー・スーパーカップ：2015

### 代表
- 東アジア競技大会：2005

### 個人
- 中国サッカー協会 最優秀新人選手賞：2005, 2007